# Isla Kapuziner
La isla Kapuziner (en alemán: Kapuzinerinsel; literalemente «isla de los Capuchinos») es una pequeña isla lacustre, deshabitada y boscosa en el sur del país europeo de Austria. Administrativamente pertenece al estado federado de Carintia. Posee una superficie de 1,2 hectáreas y mide 150 metros de largo por 100 de ancho. Geográficamente se encuentra en el lago Wörthersee al lado de la isla de las Serpientes (Schlangeninsel; ahora conocida como isla de las Flores o Blumeninsel). Se puede acceder a ella mediante botes, es visitada por turistas que la buscan debido a que es un lugar apartado.